# Castilleja puberula
Castilleja puberula là loài thực vật có hoa thuộc họ Cỏ chổi. Loài này được Rydb. mô tả khoa học đầu tiên năm 1904.